# Castelló (metropolitana di Valencia)
La stazione di Castelló è una stazione della linea 1 della metropolitana di Valencia. Si trova a nord della città di Villanueva de Castellón, al numero 7 di Calle de Gaspar Valentí. Si compone di un edificio a un piano in cui si trovano la biglietteria e un piccolo bar. Questo edificio dà accesso ai binari, che sono all'aperto. Sulle piattaforme sono installate pensiline metalliche e panchine.
La stazione è il capolinea sud della linea 1.
La stazione ha tre binari, due dei quali per la fermata dei treni che forniscono il servizio passeggeri e un terzo per il parcheggio. Trattandosi di una stazione terminale, normalmente viene utilizzato solo il binario 1, dove parcheggiano i treni in arrivo e da cui partono successivamente nella direzione opposta.
Questa stazione, in precedenza chiamata Villanueva de Castellón, ha assunto il nome "Castelló" con l'apertura della linea 10.